# Kick-Ass (personnage)
Pour les articles homonymes, voir Kick-Ass.
Kick-Ass (de son vrai nom David « Dave » Lizewski) est le personnage éponyme de la série de comics Kick-Ass, publiée par Marvel Comics aux États-Unis et par Panini Comics en France. Ce personnage a été créé par l'écrivain Mark Millar et l'artiste John Romita, Jr.. Avant de devenir superhéros, David Lizewski était un lycéen comme les autres et n'avait qu'un seul rêve, devenir un super-héros. Cette série est aujourd'hui adaptée au cinéma et le personnage de Kick-Ass est interprété par Aaron Taylor-Johnson dans Kick-Ass et Kick-Ass 2.

## Bandes dessinées
Le personnage de Kick-Ass apparaît dans les comics Kick-Ass, Hit-Girl, Kick-Ass 2 et Kick-Ass 3. 
Dans le comics Hit-Girl, il est le partenaire du personnage éponyme.

## Films
Le personnage de Kick-Ass est aujourd'hui adapté cinématographiquement, dans Kick-Ass en 2010 et Kick-Ass 2 en 2013. Aaron Taylor-Johnson qui interprète Kick-Ass, dit que ce personnage est un "homme sensible". Avant de commencer le tournage, Aaron Taylor-Johnson reçu une formation de remise en forme, apprentissage de cascades et de chorégraphies pour les combats.

## Compétence et capacités
Après un premier essai dans le rôle d'un super-héros, au cours duquel il se bat, se fait poignarder puis percuter par une voiture (dans le film), Dave perd plusieurs terminaisons nerveuses ce qui l'immunise à la douleur, ce défaut se révélera être un avantage pour lui lorsqu'il commencera officiellement sa vie de super-héros. Ses seules armes sont des bâtons jumeaux. Dans Kick-Ass 2, il suivra un entrainement intensif de la part d'Hit-Girl pour s'améliorer au combat.

## Famille
La mère de Dave, Alice Lizewski, meurt d'un anévrisme lorsque Dave a 14 ans. Par la suite, il vit avec son père, avec qui il reste très proche. C'est dans Kick-Ass 2 que son père apprend avec désarroi son secret. James se fera passer pour Kick-Ass et ira en prison pour protéger son fils, et il y sera battu à mort par le Mother Fucker (Chris d'Amico, anciennement Red Mist), puis pendu.
Les mêmes ressorts scénaristiques sont reportés dans les films sortis en 2010 et en 2013.